# السامرة عويجة حمد العساف (الرقة)
السامرة_عويجة حمد العساف قرية سورية تتبع ناحية الكرامة في منطقة مركز الرقة في محافظة الرقة. بلغ عدد سكانها 1832 نسمة في عام 2004 حسب إحصاء المكتب المركزي للإحصاء.